# تکیده‌مودم‌ها
تکیده‌مودُم‌ها (نام علمی: Thecla) یک سرده از پروانه‌ها است که توسط خوان کریستین فابریسیوس در سال ۱۸۰۷ توصیف شد و وابسته به خانواده گرگ‌پروانگان است. گونه‌ها در دیرین‌شمالگان یافت می‌شوند.

## گونه‌ها
چندین گونه، از جمله:
- Thecla betulae (Linnaeus، 1758) - تکیده‌مودُم قهوه‌ای
- Thecla betulina Staudinger، 1887
- Thecla ohyai Fujioka، 1994 چین، یون‌نان، لی-کیانگ.
- Thecla chalybeia , De Nicéville 1892
- Thecla hemon (کرامر، 1775) در گذشته یک گونه بود. سپس در آرایه زباله‌دان " Thecla " sensu lato Thecla hemon = Theritas Hemon Cramer، 1775

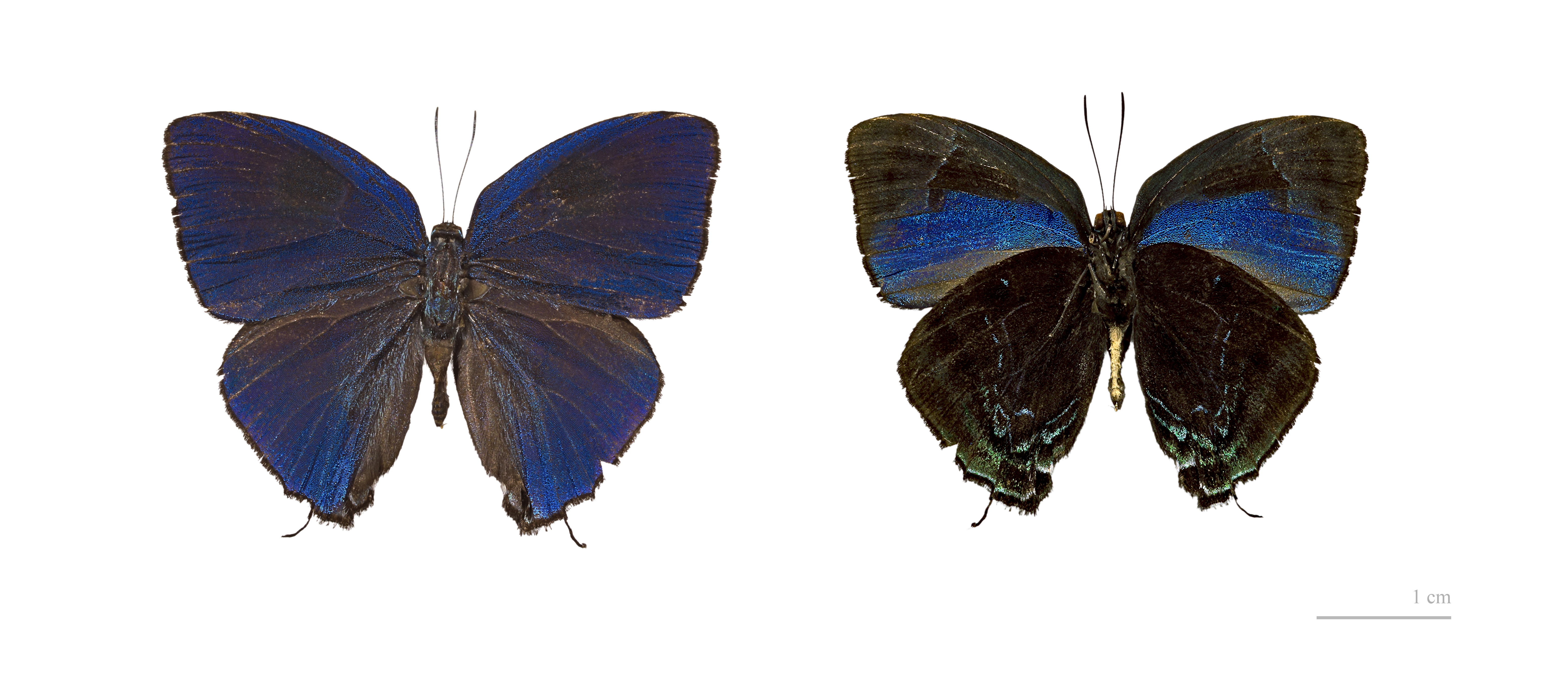
Thecla hemon

- Thecla leechii , De Nicéville 1892
- Thecla letha , (واتسون، 1896)
- Thecla pavo , (De Nicéville، 1887)
- Thecla ziha , (هویتسون، 1865)